# St Issey
St Issey est une paroisse civile et un village des Cornouailles, en Angleterre.